# 細點美洲鱥
細點美洲鱥（學名：Notropis perpallidus），為輻鰭魚綱鯉形目雅羅魚科的其中一種，被IUCN列為易危保育類動物，分布於北美洲美國奧克拉荷馬州東南部和阿肯色州南部的紅河和沃希托河流域，為特有種，本魚呈長橢圓形且側扁，眼大、口近下位，體長可達5公分，棲息沙石底質、植物生長的溪流洄水區，生活習性不明。